# Medico-chirurgische Akademie
Medico-Chirurgische Akademie (russisch Медико-хирургическая академия / Mediko-chirurgitscheskaja akademija, wiss. Transliteration Mediko-chirurgičeskaja akademija bzw. Medizinisch-Chirurgische Akademie) ist eine spezialisierte Hochschuleinrichtung zur Ausbildung von Ärzten, die den medizinischen Fakultäten der Universitäten entspricht. 

## Geschichte
In Russland gab es mehrere Schulen mit diesem Namen: in Sankt Petersburg, Moskau (zweimal eröffnet und geschlossen) und in Vilnius (Wilna). Am Ende des 19. Jahrhunderts überlebte nur die St. Petersburger Akademie, die 1881 in die Militärmedizinische Akademie umgewandelt wurde.
Unter dem Präsidenten des Staatlichen Medizinischen Rates, Baron A. I. Wassiljew (1742–1807) wurden sowohl die St. Petersburger als auch die Moskauer Medizinisch-Chirurgische Akademie umgestaltet, die von Peter I. gegründet worden. Zu der Zeit, als die Akademien eröffnet wurden, existierten in beiden Städten bereits andere Schulen zur Ausbildung von Ärzten:
in Moskau eine Medizinische Fakultät, in der 1758 das Lesen von medizinischen Vorlesungen begann und die bereits 1791 das Recht erhielt, Ärzte in den Rang eines Doktors zu erheben. In St. Petersburg wurde die medizinische Ausbildung auch am 1783 eröffneten Kaiserlich Medizinisch-chirurgischen Institut  im Kalinkin-Krankenhaus durchgeführt, das ausschließlich in deutscher Sprache unterrichtete. Die anderen bis dahin bestehenden medizinischen Schulen in Kronstadt und Jelisawetgrad (deutsch auch Elisabethgrad) wurden geschlossen.